# کارلوس رودریگز (بازیکن فوتبال، زاده ۱۹۸۸)
کارلوس رودریگز (انگلیسی: Carlos Rodríguez؛ زادهٔ ۱۷ فوریهٔ ۱۹۸۸) بازیکن فوتبال اهل اسپانیا است.